# Andreu Molera i Duran
Andreu Molera i Duran (Tona, Osona, 1813 - Llívia, La Cerdanya, 31 de juliol de 1883) fou un polític i militar català amb el grau de general de brigada.

## Biografia
Andreu Molera, dit “Andreuet de Tona”, fou governador militar de Puigcerdà durant el setge carlí de 1874, en el decurs de la Tercera guerra carlina.
Després de l'aixecament revolucionari conegut com "La Gloriosa", el 1868, fou nomenat diputat constituent i posteriorment tinent coronel i comandant militar del districte de Vic. En començar la Tercera guerra carlina i ja amb el grau de coronel, defensà, com a governador militar de Puigcerdà, la vila durant el setge carlí que patí l'any 1874. Ascendit a brigadier per la seva gloriosa defensa de Puigcerdà, es retirà del servei actiu i passà els estius a Puigcerdà i a Llívia.
El 1883 morí a Llívia de resultes d'una pulmonia i fou enterrat a Puigcerdà on la seva làpida resava: “Aquí yacen los restos mortales del que fué Exmo. Sr. Brigadier D. Andrés Molera. En vida defendió esta heróica villa y á su muerte vino á descansar entre aquellos que tanto amó. Nació el año 1813 Murió el 31 julio 1883.”
Va ser pare d’Emilia, Pere i Eusebi Molera i Bros, enginyer, urbanista i arquitecte català de gran èxit a la ciutat de San Francisco (EUA) de finals del segle xix i inicis del segle xx.